# Ferrari F2004
F2004 är en mycket framgångsrik Formel 1-racerbil som användes av Ferrari för 2004 års Formel 1-säsong. Chassit designades av Rory Byrne, Ignazio Lunetta, Aldo Costa, Marco Fainello, John Iley och James Allison med Ross Brawn som spelade en viktig roll i att leda produktionen av bilen som stallets tekniska chef. Paolo Martinelli assisterad av Giles Simon ledde motorkonstruktion och drift. Baserad på föregående säsongs F2003-GA, F2004 fortsatte framgången som stallet haft sedan 1999, och vann stallets sjätte raka konstruktörsmästerskap och femte raka förarmästerskapen för Michael Schumacher, hans sjunde och sista förarmästerskapstitel 2004. Det är en av de mest dominerande bilarna i Formel 1:s historia. Bilen var också den sista som gav Ferrari och Michael Schumacher en titel, vilket lämnade dörren öppen för Renault och Fernando Alonso i de två kommande säsongerna. Ferrari använde "Marlboro"-logotyper, förutom vid Grand Prix i Kanada, USA, Frankrike och Storbritannien.

## Resultat
Resultat i fet betyder pole position, resultat i kursiv betyder snabbaste varv.
| Säsong | Stall                     | Chassi | Motor       | Däck        | Förare             | 1   | 2   | 3   | 4   | 5   | 6   | 7   | 8   | 9   | 10  | 11  | 12  | 13  | 14  | 15  | 16  | 17  | 18  | 19  | Poäng | Konstruktörsmästerskapet |
| ------ | ------------------------- | ------ | ----------- | ----------- | ------------------ | --- | --- | --- | --- | --- | --- | --- | --- | --- | --- | --- | --- | --- | --- | --- | --- | --- | --- | --- | ----- | ------------------------ |
| 2004   | Scuderia Ferrari Marlboro | F2004  | Ferrari V10 | Bridgestone |                    | AUS | MAL | BHR | SMR | ESP | MON | EUR | CAN | USA | FRA | GBR | GER | HUN | BEL | ITA | CHN | JAP | BRA |     | 262   | 1                        |
| 2004   | Scuderia Ferrari Marlboro | F2004  | Ferrari V10 | Bridgestone | Michael Schumacher | 1   | 1   | 1   | 1   | 1   | DNF | 1   | 1   | 1   | 1   | 1   | 1   | 1   | 2   | 2   | 12  | 1   | 7   |     | 262   | 1                        |
| 2004   | Scuderia Ferrari Marlboro | F2004  | Ferrari V10 | Bridgestone | Rubens Barrichello | 2   | 4   | 2   | 6   | 2   | 3   | 2   | 2   | 2   | 3   | 3   | 12  | 2   | 3   | 1   | 1   | DNF | 3   |     | 262   | 1                        |
| 2005   | Scuderia Ferrari Marlboro | F2004M | Ferrari V10 | Bridgestone |                    | AUS | MAL | BHR | SMR | ESP | MON | EUR | CAN | USA | FRA | GBR | GER | HUN | TUR | ITA | BEL | BRA | JAP | CHN | 100*  | 3                        |
| 2005   | Scuderia Ferrari Marlboro | F2004M | Ferrari V10 | Bridgestone | Michael Schumacher | DNF | 7   |     |     |     |     |     |     |     |     |     |     |     |     |     |     |     |     |     | 100*  | 3                        |
| 2005   | Scuderia Ferrari Marlboro | F2004M | Ferrari V10 | Bridgestone | Rubens Barrichello | 2   | DNF |     |     |     |     |     |     |     |     |     |     |     |     |     |     |     |     |     | 100*  | 3                        |